# Aleksandr Dargomijski
Aleksandr Dargomijski   (Troickoe, 14 de febrer de 1813 - Sant Petersburg, 17 de gener de 1869), nom complet amb patronímic Aleksandr Serguéievitx Dargomijski, rus: Александр Сергеевич Даргомыжский, fou un compositor rus. Juntament amb Glinka, fou un dels creadors de la música romàntica russa basada en la utilització de la música popular. L'obra del Grup dels Cinc deriva d'ells dos, sobretot de les seves òperes.

## Biografia
A finals de 1817, quan Aleksandr tenia quatre anys, la família es trasllada a Sant Petersburg. Influenciat per la seva família, des de molt petit mostra un gust decidit per la música i una passió per la cultura francesa. El 1819 comença estudis de música amb Wohlgeborn. Als 7 anys començà l'estudi del piano amb A. Danilévski, el 1822 el del violí amb P. Vorontsov, però el seu pare el destina al funcionariat i com per a la majoria de compositors russos, per a ell la música començà essent una activitat de lleure. El 1824 comença a escriure les primeres composicions.
A Sant Petersburg fou conegut com a bon pianista, i allí publica alguna de les seves primeres obres, escrites sense gaires coneixements de composició. Gràcies a la coneixença que el 1833 feu de Glinka, aquest li proporciona alguns exercicis basats en els tractats de contrapunt de Siegfried Dehn.

### Inicis decebedors

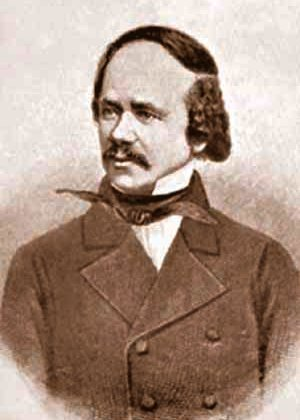
Aleksandr Dargomijski

Amb Glinka analitzaren plegats obres de Beethoven i de Mendelssohn. Impressionat durant els assaigs de l'òpera en què estava treballant Glinka, Una vida pel tsar, Dargomijski també va voler escriure una òpera basada en la novel·la de Victor Hugo Lucrecia Borja. Abandonà
el projecte per les dificultats que tenia, i ho torna a provar amb una obra molt de moda llavors a Rússia, Notre-Dame de Paris, també d'Hugo. Ell titula l'òpera Esmeralda i l'acaba el 1840, tot i que no pogué estrenar-la fins al 1847. La recepció per part del públic fou freda. Alguns
anys més tard, el compositor reconegué la influència que exerciren en aquest primer treball les obres de Halévy i Meyerbeer.

### Viatge a París
Dargomijski comprengué que si volia contribuir al progrés de la música a Rússia havia d'adquirir una cultura de la qual n'estava mancat, i a tal efecte es dedicà durant 8 anys a profunds estudis i a la lectura assídua de les obres clàssiques i modernes. El 1844 es traslladà a París, on conegué personalment Fétis, Meyerbeer, Halévy i Auber. Allí se sentí seduït per l'opereta, mentre que van deixar d'agradar-li les produccions de grand opéra, que fins llavors l'havien fascinat. Al mateix temps comença a adonar-se de l'originalitat i la càrrega poètica de la música russa.

### Retorn a Rússia
És per aquest motiu que decideix tornar al seu país per dedicar-se a l'estudi de la cançó popular. S'interessà sobretot pels aspectes dramàtics i còmics, tal com s'observa en les seves cançons populars que comença a escriure. Dargomijski rebé també la influència d'un corrent realista i crític que dominava Rússia en aquells moments i provinent en bona part dels escriptors i filòsofs Vissarion Belinski i Nikolai Txernixevski, difosa per la revista Iskra.

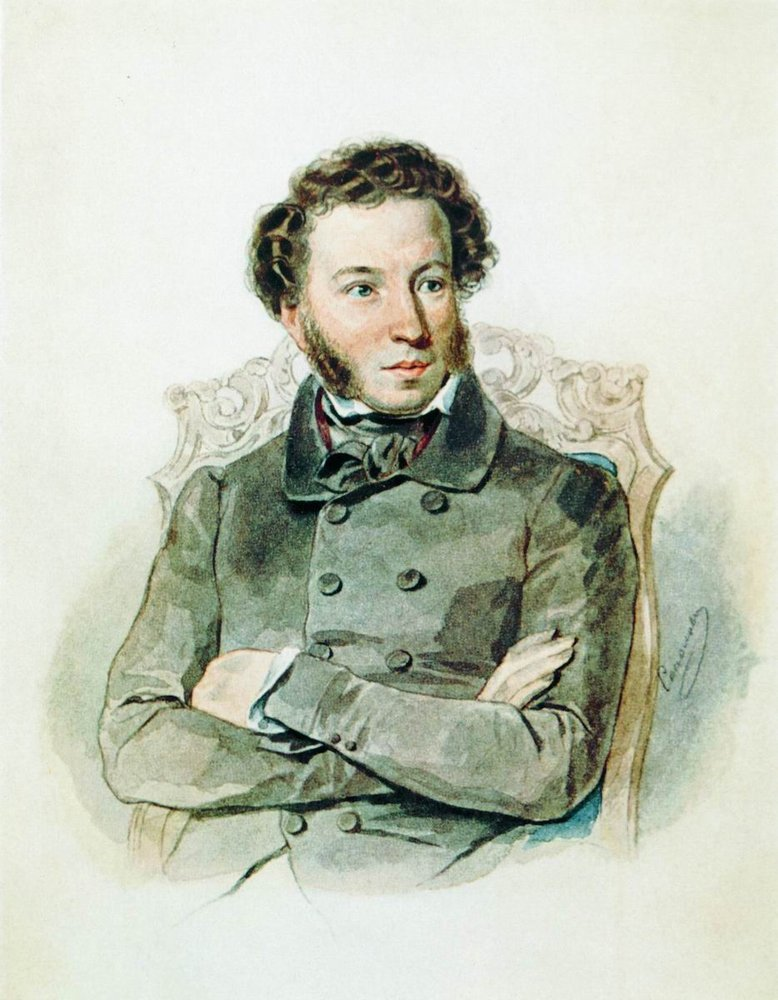
Retrat de Puixkin el 1836. Les dues principals òperes de Dargomijski estaven basades en els seus texts

Aquestes influències, juntament amb el seu interès pel cant popular, cristal·litzaren en la composició de l'òpera Russalka (L'ondina), en la qual s'ha volgut veure una denúncia de les desigualtats socials de la Rússia d'aquell temps. L'òpera, basada en un text d'Aleksandr Puixkin i amb llibret del mateix compositor, fou estrenada a Sant Petersburg el 1856. L'obra fou força coneguda per Europa pels seus fragments encisadors i esplèndids papers còmics. És la seva millor obra, tant per l'encertat ús de l'element popular com per la solidesa de la factura, en la qual es nota la influència de Wagner, sense deixar de ser original. L'èxit va correspondre al mèrit, i l'estrena restà marcada com un esdeveniment, de manera que Russalka es considera la segona òpera russa, sent la primera Una vida pel tsar, del seu amic Mikhaïl Glinka. Ambdues es troben al repertori de totes les òperes russes.
Després de Russalka, la proximitat entre el compositor i el grup de Belinski s'anà incrementant. És complex saber fins a quin punt s'implicà amb aquesta ideologia, o bé pretenia escriure un tipus de música que s'allunyés de l'estil de l'òpera italiana, a partir d'una música que reflectís el món de forma veritable, directa, sense tanta ornamentació. Al final dels anys cinquanta compongué una sèrie de cançons amb temes extrets de la vida quotidiana, com Tituliarni sovétnik (El conseller titular, 1859).
Per aquells temps, Dargomijski havia congregat al voltant seu un petit grup de seguidors. Les seves relacions amb el naixent Grup dels Cinc no foren senzilles, ja que se sentia constantment bandejat de la gran música russa, sobretot després que Russalka fos retirada del repertori dels teatres imperials. Això el feu decidir a viatjar durant algun temps novament per Europa, on compongué dues fantasies simfòniques basades en cançons populars, Baba-iagà (La bruixa, 1862) i Kazatxok (1864), que s'interpretaren amb èxit a Brussel·les.
En retornar a Rússia i havent adquirit una certa personalitat i el 1867 fou nomenat president de la Societat Musical Russa, tasca que l'aclaparà. Decidí acabar el projecte d'òpera sobre El convidat de pedra, sense tocar ni un mot del text de Puixkin, les Petites tragèdies, a fi de respectar al màxim possible la realitat de l'obra. Ho feu utilitzant els recursos de composició més simples per no alterar l'obra, component a partir de simples melodies sostingudes amb acords. La seva intenció, del tot singular, crida l'atenció del Grup dels Cinc, sobretot de César Cui, que l'animà a continuar amb la composició de l'obra després del fracàs de l'estrena de l'òpera ballet El triomf de Bacus. S'estrenà després de la seva mort el 1872 un cop acabada per César Cui i Nikolai Rimski-Kórsakov, sense gaire èxit i a partir d'una subscripció popular.

## Dargomijski i Wagner

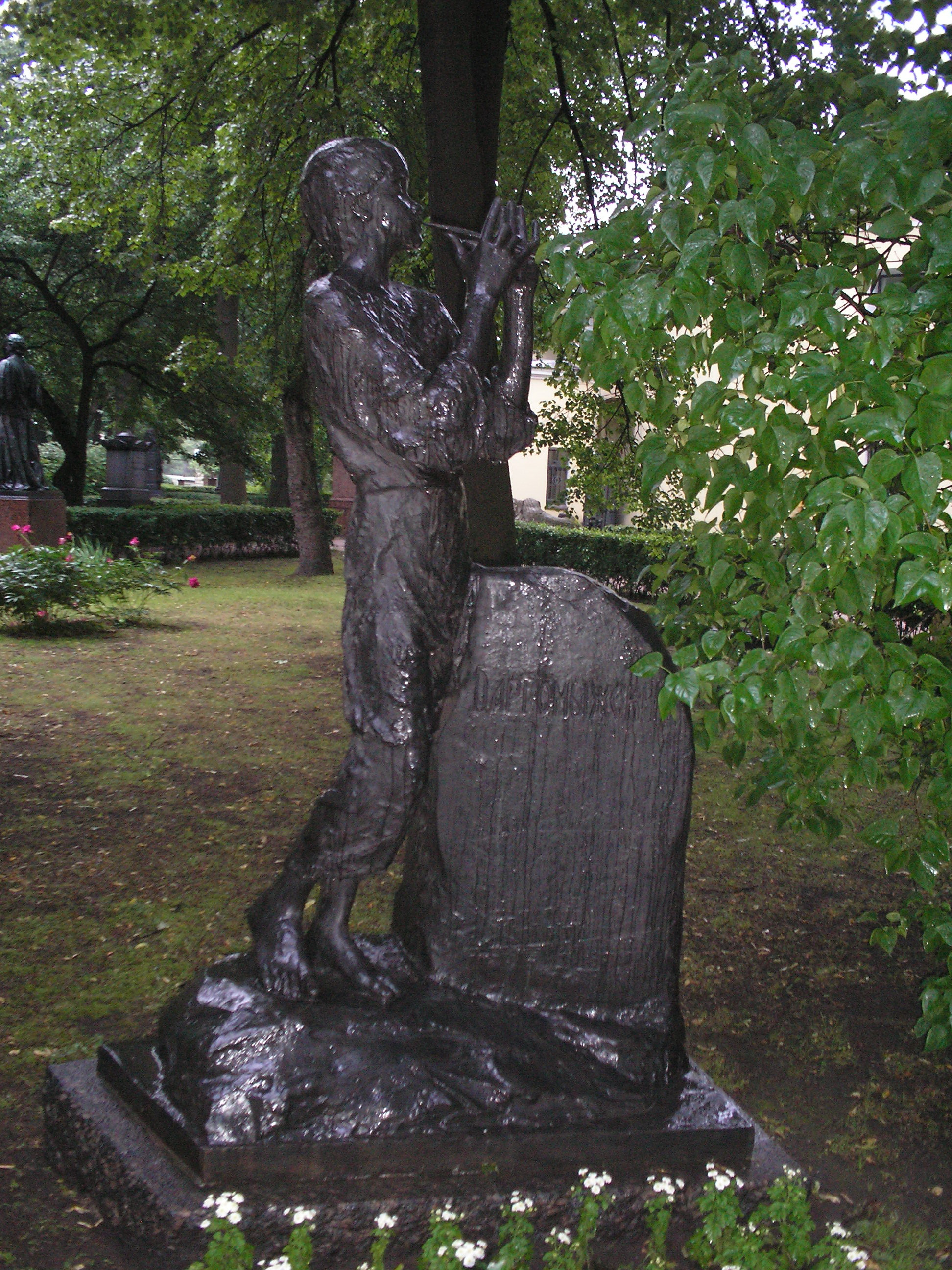
Tomba de Dargomijski a Sant Petersburg, al cementiri de Tikhvin, monestir d'Alexandre Nevski

Alguna vegada s'ha parlat que Dargomijski malinterpretà les teories wagnerianes en l'ús d'un estil més recitat que no pas de volada lírica en El convidat de pedra. De fet, en aquells moments era poc el que s'havia sentit de Wagner a Rússia, i no hi ha cap prova d'utilització del leitmotiv, ni tampoc de suport orquestral -un tret propi de Wagner-, ans al contrari, certs usos d'escales de tons sencers i girs populars mostren la singularitat de la seva proposta. Alguns autors que s'hi comencen a trobar leitmotiv a El convidat de pedra, tot i que en un nombre molt més petit i la seva utilització és molt menys sistemàtica. Serveixen sobretot per caracteritzar els personatges secundaris. Dargomijski també va utilitzar les entonacions fixes, però només quan vol mostrar alguna cosa que es dona una vegada per sempre. Dargomijski, com Wagner, volia que la seva música subratllés el significat dramàtic del text, i amb aquest objectiu, preferia el recitatiu a la melodia definida.
En tot cas, el cert és que aquest fou el fracàs operístic que més influència ha tingut en tota la història de l'òpera. L'interès en el realisme i la declamació del recitatiu colpiren Mússorgski, que cerca la seva pròpia experiència en Borís Godunov, i també influí Cui i Rimski-Kórsakov. El convidat de pedra fou la Bíblia de l'escola russa contemporània encara que no s'apliquessin els seus preceptes estrictament.

## Obra
Òperes
- Esmeralda (1847)
- Torjestvó Vakkha (El triomf de Bacus, òpera ballet, 1848)
- Russalka (L'ondina, 1848-55)
- Kàmenni gost (El convidat de pedra, anys 1860)
- Rogdana (Estrena el 1959 amb fragments de l'obra inacabada, amb orquestracions de Rimski-Kórsakov i Vissarion Xebalin[1]

Música vocal

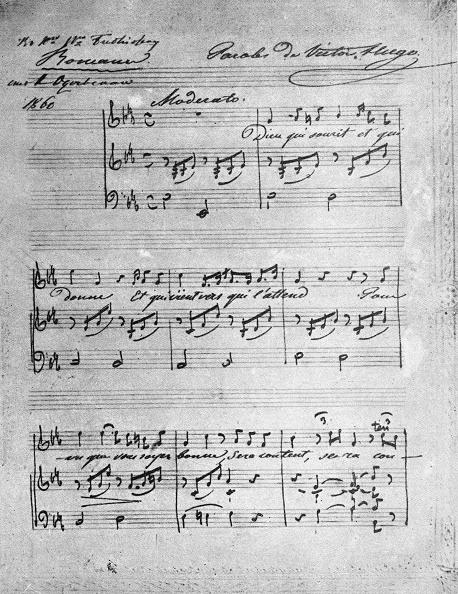
Manuscrit de la primera pàgina d'una de les cançons de Dargomijski

Més de 120 obres (incloent-hi 101 cançons per a veu solista i piano), entre les quals:
- Baba stàraia, veu solista, piano (La vella pagesa, d. 1838)
- Ia úmer ot stxàstia, veu solista, piano (Vaig morir de felicitat, v. 1840-45)
- Rítsari, 2 veus, piano (Els cavallers, 1842)
- V kroví gorit ogon jelània, veu solista, piano (El foc del desig crema dins la meva sang, v. 1840-45)
- Vliublion ia, veu solista, piano (Estic enamorat, 1844)
- Nenagliàdnaia ti, 2 veus, piano (Estimada meva, v. 1849)
- Dúixetxka devitsa, 1 veu, cor femení (Noia preciosa, 1850)
- Minúvxikh dnei otxarovànie, 2 veus, piano (La fascinació del passat, v. 1850-55)
- Mélnik, veu solista, piano (El moliner, 1850-51)
- Ispànski romans, veu solista, piano (Romanç hispànic, v. 1855)
- Peterbúrgskie serenadi, cor (Serenates de Sant Petersburg, v. 1845-55)
- Notxevala tutxka zolotaia, 3 veus (A la nit hi havia un núvol d'or, v. 1855)
- Nad moguiloi, 4 veus, piano (Sobre la tomba, v. 1860-65)
- Ne trite glazà, 3 veus, piano (No us fregueu els ulls, 1856-64?)
- Txto v ímeni tebé moiom?, veu solista, piano (Què és el meu nom per a tu?, 1859)
- Tituliarni sovétnik, veu solista, piano (El conseller titular, 1859)

Orquestra
- Bolero (1835-39)
- Baba-iagà, fantasia (La bruixa, 1862)
- Kazatxok, fantasia (1864)
- Txukhónskaia fantàzia (Fantasia finesa, v. 1863-67)

Piano
- Blestiasxi vals, vals (Vals brillant, 1829-30)
- Metxtí Esmeraldi, fantasia (Somnis d'Esmeralda, 1838)
- Dues danses sobre temes d'Esmeralda (v. 1847)
- Polka (Polca, v. 1844)
- Pílkost i khladnokróvie, scherzo (Passió i indiferència, v. 1845-47)
- Fantasia sobre temes d'Ivan Susanin de Glinka (v. 1850-55)